# الوطنية المصرية لصناعة السكك الحديدية
الشركة الوطنية المصرية لصناعة السكك الحديدية أو نيرك هي شركة مساهمة مصرية، أنشأت سنة 2020، تعمل في مجال صناعة الجرارات، عربات القطار، وعربات المترو، يقع مقرها الرئيسي بمنطقة الزمالك بالعاصمة المصرية القاهرة، ومصنعها في المنطقة الصناعية بشرق بورسعيد، على مساحة 70 فدان، ومن المقرر أن يبدأ إنتاج المصنع في منتصف 2023 بطاقة إنتاجية تصل إلى 300 وحدة سنويًا.

## المساهمون
تتوزع نسب المساهمين في الشركة كالتالي:
- شرق بورسعيد للتنمية (16%).
- حسن علام القابضة (15%).
- أوراسكوم كونستراكشون (15%).
- سامكريت للاستثمار الهندسي (15%).
- كونكت لتكنولوجيا المعلومات (15%).
- الهيئة العامة للمنطقة الاقتصادية لقناة السويس. (12%).
- صندوق مصر السيادي (12%).

## مصانع الشركة
تضم مجمع الشركة ثلاثة مصانع هي:
- مصنع إعادة تأهيل القطارات الكهربائية المتهالكة بطاقة إنتاجية 125 وحدة سنويًا.
- مصنع عربات المترو بطاقة 150 عربة سنويًا.
- مصنع عربات القطار الخفيف بطاقة 150 عربة سنويًا.

## وصلات خارجية
- الموقع الرسمي للشركة.